# Autoportret cu vestă verde

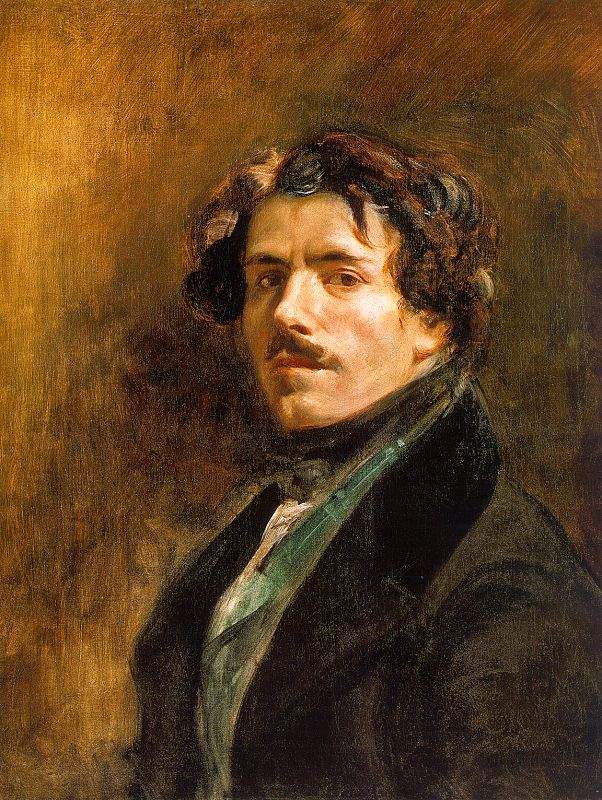
Autoportret cu vestă verde; 65 x 54,5 cm Louvre, Paris

Autoportret cu vestă verde este cel mai vestit autoportret al lui Eugène Delacroix, din cele patru pe care le-a pictat. Delacroix avea la vremea respectivă 40 de ani. În pictură, privirea sa oarecum infatuată trădează personalitatea hotărâtă și sigură de sine a artistului. Calda tonalitate coloristică îi conferă armonie compoziției și este o mărturie a măestriei artistice a lui Delacroix.

## Descriere
Haina pictorului contrastează cu fundalul pământiu, iar nuanțele de negru ale veșmântului, abil diferențiate, pun în lumină gulerul de mătase. Vesta a fost pictată în aceeași nuanță de verde care apare în fundalul Portretului în costumul lui Hamlet (primul autoportret a lui Delacroix).
O atenție deosebită a acordat Delacroix feței foarte bine lucrate: culorile din umbre și lumini pun în valoare formele, accentuează trăsăturile și vioiciunea chipului.

## Alte articole
- Eugène Delacroix (1798 - 1863)